# Haematopota sanguinaria
Haematopota sanguinaria är en tvåvingeart som beskrevs av Austen 1908. Haematopota sanguinaria ingår i släktet Haematopota och familjen bromsar. Inga underarter finns listade i Catalogue of Life.